# Байрашевский, Менсаид
Менсаид Байрашевский (18 января 1924, Петроград, СССР — 12 декабря 2015, Вильнюс, Литва) — литовско-татарский общественный деятель.

## Биография
Родился 18 января 1924 года в Петрограде в семье татар-липка, сбежавших из Литвы во время Первой мировой войны. Решив пойти по стопам своего старшего брата Александра, известного специалиста по морской навигации, Менсаид решает пойти учиться в Харьковское военно-авиационное училище связи, служил в армии до окончания Второй мировой войны, затем переезжает в Вильнюс. С 1956 по 1961 год учился в Московском полиграфическом институте. По возвращении в Литовскую ССР работал в редакции газеты «Советская Литва», позже — в Министерстве транспорта и коммуникаций. 
С 1988 года на протяжении шести лет являлся членом президиума Совета по культуре Литвы. В 1989 году стал одним из основателей и председателем Общества возрождения культуры литовских татар, позже был почётным председателем Союза общин литовских татар. Был членом литовского реформаторского движения. На учредительном съезде движения в 1989 году был выбран членом Сейма движения «Саюдис».
Внёс большой вклад в возрождение татарской культуры в стране. На протяжении многих лет он вёл передачи, посвящённые татарам, на литовском радио, опубликовал в прессе множество статей об истории и культуре этого народа. Был депутатом Сейма от Движения реорганизации Литвы, членом президиума Литовского культурного фонда. Был награждён в 2000 году медалью Независимости Литвы.
Воспитал двух дочерей — Тамару и Швесу. Первая стала преподавателем по истории, продолжая дело своего отца. Другая стала математичкой.
Умер в 2015 году в городе Друскининкай.